# Nabor i Feliks
Święci Nabor i Feliks (ur. w Afryce Północnej, zm. ok. 303 w Laus Pompeia k. Mediolanu) – żołnierze pochodzenia mauretańskiego, męczennicy, święci Kościoła katolickiego.
Do Mediolanu przybyli z legionami cesarza Maksymiana, dzielącego władzę z Dioklecjanem. Tu przyjęli wiarę chrześcijańską. Na początku 303 roku z armii usunięto chrześcijan, pod zarzutem zakłócania przebiegu oficjalnych uroczystości religijnych. Wielkie prześladowanie chrześcijan rozpoczęło się 23 lutego 303 roku i Nabor z Feliksem opuścili armię. Pochwycono ich jednak, jak wielu innych i skazano na śmierć przez ścięcie. Ich ciała zostały pogrzebane za murami miasta. Według tradycji przy grobie męczenników zmarła w trakcie modlitwy Sabina z Mediolanu (+ 311), uznana za świętą męczennicę z uwagi na fakt grzebania ciał zamordowanych podczas prześladowań Dioklecjana.
Patronat
Święci Nabor i Feliks są patronami dzieci trudno uczących się, oraz orędownikami przy chorobach uszu.
Dzień obchodów
Wspomnienie liturgiczne obu świętych obchodzono 12 lipca za Martyrologium Rzymskim. Również pod tą datą znalazło się ich święto Simple w kalendarzu rzymskim z 1595 roku. Reforma liturgiczna po Soborze watykańskim II usunęła święto z kalendarza (1969), jednakże według nowych zasad Mszału Rzymskiego, z tego samego roku, ich święto może być obchodzone w trakcie mszy na całym świecie, jeśli nie ma miejscowej uroczystości przypisanej do tego dnia.
Relikwie
Grób męczenników odkryto w 313 roku, a ich szczątki przeniesiono do Mediolanu. Nad nowym grobem wybudowano kościół pod wezwaniem świętych
, co zanotował św. Paweł z Mediolanu w życiu św. Ambrożego. Sam św. Ambroży napisał poświęcony im panegiryk Naboriana.
Ponownej translacji dokonano w 1258 i 1472 roku. W 1799 relikwiarz zaginął, by w 1959 odnaleźć się w Namur w Belgii. Ówczesny biskup miasta zwrócił je arcybiskupowi Mediolanu Montiniemu (późniejszy papież Paweł VI).
Część relikwii znajduje się również w katedrze w Kolonii. Trafiły tu za sprawą Fryderyka I Barbarossy, który przybywszy do Mediolanu w 1158 roku (w latach 1154–1186 był królem Włoch) przekazał je ówczesnemu biskupowi Kolonii Rainaldowi z Dassel. Szczątki Świętych spoczywają w bogato zdobionym relikwiarzu Trzech Króli obok  relikwii świętych Mędrców i Grzegorza ze Spoleto.